# مدثر الطاهر
خطأ لوا في mw.text.lua على السطر 25: bad argument #1 to 'match' (string expected, got nil).
مدثر الطيب إبراهيم الطاهر (مواليد 1 يناير 1988) لاعب كرة قدم سوداني دولي يجيد اللعب في خط الهجوم . يلعب مع فريق مريخ الفاشر في الدوري السوداني الممتاز.
قاد السودان إلى ربع النهائي في بطولة كأس الأمم الأفريقية 2012 بعد أن سجل هدفين.

## وصلات خارجية
- مدثر الطاهر على موقع الاتحاد الدولي (مؤرشف)  (الإنجليزية)
- مدثر الطاهر على موقع قاعدة بيانات كرة القدم.إي يو (الإنجليزية)
- مدثر الطاهر على موقع ناشيونال فوتبول تيمز (الإنجليزية)